# Sečna

Sečna kružnice (zeleně)

Sečna je přímka, která protíná křivku alespoň ve dvou bodech.

## Sečna křivky
Sečna křivky je přímka, která protíná obecnou křivku minimálně ve dvou různých bodech. Pokud by se přímka dotýkala křivky pouze v jednom bodě, jednalo by se o tečnu.

## Sečna elipsy
Sečna elipsy je přímka, protínající elipsu právě ve dvou různých bodech. Pokud by se přímka dotýkala elipsy pouze v jednom bodě, jednalo by se o tečnu.

## Sečna kružnice
Sečna kružnice je přímka, protínající kružnici právě ve dvou různých bodech.
Pro kružnici s poloměrem R platí:
- sečna – je libovolná přímka, jejíž vzdálenost od středu kružnice je menší než poloměr R

Pokud by se přímka dotýkala křivky pouze v jednom bodě, jednalo by se o tečnu:
- tečna – je libovolná přímka, jejíž vzdálenost od středu kružnice je rovna poloměru R